# Romerske Kejserrige
Det Romerske Kejserrige (latin: Imperium Rōmānum) var et af de største imperier i historien med magt over både Middelhavsomådet, Sortehavsområdet, Sydeuropa, foruden store dele af Vesteuropa, Nordafrika og Mellemøsten. Selv om dets geografiske udbredelse stort set var fastlagt under den romerske republik, anføres det ofte, at det Romerske Kejserrige blev grundlagt af Julius Cæsar, som i en tid med borgerkrige og politisk ustabilitet blev udnævnt til livsvarig diktator og blev myrdet i 44 f.Kr. Derefter vandt Cæsars adoptivsøn, Octavian, kampen om at blive hans efterfølger ved at slå Marcus Antonius og Cleopatra i Søslaget ved Actium i 31 f.Kr. i Egypten. Senatet gav ham den overordnede magt og den nye titel kejser Augustus i 27 f.Kr.. Det var republikkens undergang.
De næste to århundreder nød romerne en hidtil uset politisk stabilitet og velstand, kendt som Pax Romana ("Romersk fred"). Efter mordet på Caligula i 41 e.Kr. overvejede Senatet kortvarigt at genoprette republikken, men Prætorianergarden proklamerede Claudius som kejser. Da Claudius' efterfølger Nero begik selvmord i 68 e.Kr. vandt Vespasian i 69 e.Kr. kampen om kejserembedet ved som kejser at grundlægge det flaviske dynasti med sin søn Titus som efterfølger.
Han åbnede det Flaviske Amfiteater kort efter Vesuvs udbrud i 79 e.Kr.. Efter lange borgerkrige begyndte Diocletian Tetrarkiet med fire kejsere på én gang. Det mislykkedes og førte til en borgerkrig, der blev afsluttet af Konstantin I, som besejrede sine rivaler og blev den enehersker. Theodosius I blev den sidste kejser af imperiet.
Vestgoternes Belejringen af Rom i 410 e.Kr. og vandalernes i 455 e.Kr. fremskyndede Romerrigets undergang i Vest. Kejser Romulus Augustus' afgang i 476 e.Kr. anses som afslutningen på Det Vestromerske rige. Det østromerske Rige (Det Byzantinske rige) forblev en af de førende magter i verden til det faldt til det Osmanniske rige ved Konstantinopels fald i 1453 e.Kr.
Det Romerske Kejserrige var blandt de mest magtfulde økonomiske, kulturelle, politiske og militære kræfter i verden. Dets lange levetid gav det varig indflydelse på latinsk og græsk og på kultur, religion, arkitektur, filosofi, jura og styreform. I middelalderen blev der gjort forsøg på at genskabe imperiet, herunder det Russiske Kejserrige og Det tysk-romerske Rige. De spanske, franske, portugisiske og britiske koloniimperier spredte romersk og græsk kultur over hele verden og spillede en væsentlig rolle i udviklingen af den moderne verden.

## Historie
Der findes spor af ældgamle beboelser i området omkring Rom, men byen Rom og dermed begyndelsen på det senere verdensrige blev ifølge myterne grundlagt af brødrene Romulus og Remus den 21. april 753 f.Kr.. Rom begyndte at ekspanderende kort efter grundlæggelsen af republikken i det 6. århundrede f.Kr., selv om den romerske republik ikke erobrede territorier udenfor Italien før det 3. århundrede f.Kr.. Den romerske republik var ikke en nationalstat i moderne forstand, men et netværk af byer efterladt til at regere sig selv (dog med varierende grad af uafhængighed fra det romerske senat) og provinser, som blev administreret af generaler. Riget blev ikke regeret af kejsere, men af årligt folkevalgte magistrater (med consuler øverst) i forståelse med senatet. Af forskellige årsager var det 1. århundrede f.Kr. en tid med politiske og militære omvæltninger, som i sidste ende førte til regering af kejsere. Konsulernes militære magt hvilede på romerrettens begreb imperium, som bogstaveligt betyder "kommanderende" (typisk i en militær forstand). Lejlighedsvis fik dygtige konsuler den honorære titel imperator (kommandør), og af den kommer ordet emperor (kejser) - ordet "kejser" kommer af navnet Cæsar, da denne titel blev givet de første kejsere ved deres tiltrædelse til magten. Navnet Cæsar ligger også til grund czar.
Rom blev udfordret af en lang række interne konflikter og borgerkrige fra slutningen af 2. århundrede f.Kr., mens det samtidig kraftigt udvidede sin magt over Italien. I 44 f.Kr. var Julius Cæsar diktator, da han blev myrdet. Gruppen, som fik ham myrdet, blev fordrevet fra Rom og besejret i slaget ved Phillipi i 42 f.Kr. af en hær under ledelse af Marcus Antonius og Cæsars adoptivsøn Octavian. Antonius og Octavians opdeling af den romerske verden imellem sig varede ikke ved, og Octavians styrker besejrede Antonius og Cleopatra i slaget ved Actium i 31 f.Kr.
I år 27 f.Kr. gjorde SPQR: Senatet og folket i Rom Octavian til princeps ("første"), og dermed begyndte Principatet (27 f.Kr. til 284 e.Kr.), og han fik navnet Augustus ("den ærede"). Selv om den gamle konstitution stadig var i kraft og fastlagde styret som en republik, fik Augustus rent teknisk al myndighed i Rom. Hans styre gjorde en ende på et århundrede med borgerkrige og markerede starten på en hidtil uset periode med fred og velstand. De 200 år som begyndte med Augustus regeringstid er traditionelt betragtet som Pax Romana ("Romersk fred"). I løbet af denne periode blev sammenbindingen af imperiet fremmet af en høj grad af social stabilitet og økonomisk velstand, som Rom aldrig før havde oplevet. Opstande i provinserne var sjældne, men blev nedkæmpet "nådesløst og hurtigt", når de opstod.
Augustus held med at sikre dynastiet var begrænset, da han levede længere end flere arvinger. Det julisk-claudiske dynasti varede Tiberius, Caligula, Claudius og Nero med - hvorefter Vespasian i 69 e.Kr. slog mulige efterfølgere og kom ud som sejrherre. Vespasian grundlagde det korte Flaviske dynasti, som blev fulgt af Nerva-Antonine dynastiet med "fem gode kejsere": Nerva, Trajan, Hadrian, Antoninus Pius og Marcus Aurelius.
På højdepunkt under Trajan strakte riget sig fra Den iberiske Halvø og de Britiske øer i vest til Mesopotamien i øst. Det kontrollerede det største landområde i antikken. Det Romerske Kejserrige styrede også rundt om Middelhavet, som de kaldte Mare Nostrum "vort hav". Middelhavsområdet udgjorde det meste og de rigeste provinser med middelhavets subtropiske klima var ideelt til landbrug. Selv om det Romerske Kejserriges territorium varierede, var hovedgrænserne relativt sikre. Størstedelen af grænserne var naturlige: floder eller bjerge, som let kunne forsvares af de udstationerede romerske legioner. Grænserne kaldtes Limes Romani. I provinsen Britannia var Hadrians mur limes mod caledonerne i Skotland det Romerske Kejserriges nordgrænse. I provinsen Germania Superior og længere østpå i det nuværende Schweiz og Østrig beskyttede Limes Germanicus området ved floderne Donau og Rhinen mod de germanske stammer. De nordafrikanske provinser lå ved en naturlig grænse, den store Sahara-ørken. I Mellemøsten manglede der imidlertid en naturlig grænse, og her truede Roms største fjender, Partherriget og dets efterfølger sassaniderne.

Den græske historiker Dio Cassius, vidne til begivenhederne, angav kejser Commodus' tiltræden i 180 e.Kr. som overgangen "fra et kongerige af guld til et af rust og jern" - en berømt kommentar, der har fået nogle historikere til at se Commodus regeringstid som begyndelsen på Romerrigets undergang. 
I 212 under Caracallas regeringstid fik alle fribårne romerske borger statsborgerskab i det Romerske Kejserrige. Men på trods af denne gestus var det severiske dynasti problemfyldt - en kejsers regeringstid endte oftest med at han blev myrdet eller henrettet - og efter dets sammenbrud, blev det Romerske Kejserrige opslugt af en krise i det tredje århundrede, en periode med invasioner, borgerkrig, økonomisk uorden, og pest. Ved defineringen af historiske epoker er denne krise sommetider anset som overgangen fra antikken til senantikken. Aurelian, som regerede fra år 270 til 275, bragte imperiet tilbage fra afgrunden og stabiliserede det. Han blev efterfulgt af Diocletian, som afsluttede arbejdet med at genoprette imperiet. Diocletians regeringstid bragte også imperiets mest koordinerede indsats mod den opfattede trussel af kristendommen. Det absolute monarki, der begyndte med Diocletian, varede indtil faldet af det østromerske rige i 1453.
For at stabilisere imperiet inddelte Diocletian det i fire regioner hver styret af en kejser (Tetrarkiet). Overbevist om at han havde klaret problemerne, som plagede Rom, abdicerede han sammen med sin medregerent, og snart kollapsede tetrarkiet. Orden blev til sidst genoprettet af Konstantin. Han blev den første kejser, der konverterede til kristendommen, og han etablerede Konstantinopel som den nye hovedstad i det østlige imperium. I løbet af årtierne med de konstantinske og valentinianske dynastier var imperiet delt langs en øst-vest-akse, med dobbelte magtcentre i Konstantinopel og Rom. Regeringstiden under Julian, som forsøgte at genskabe klassisk romersk og hellenistisk religion, blev kun kortvarigt afbrudt af arven fra kristne kejsere. Theodosius I, den sidste kejser over både øst og vest, døde i 395 e.Kr. efter at kristendommen blev den officielle religion i imperiet. Efter sin død i 395 gav han de to halvdele af imperiet til sine to sønner Arcadius og Honorius. Arcadius blev hersker i øst med hovedstad i Konstantinopel, og Honorius blev hersker i Vesten med hovedstad i Milan.
Det Romerske Kejserrige begyndte at gå i opløsning i begyndelsen af det 5. århundrede, da de germanske folkevandringer og invasioner overvældede imperiet. Romerne havde succes i kampene mod alle deres modstandere - mest berømt hunnerkongen Attila - selv om imperiet havde assimileret så mange germanere af tvivlsom loyalitet over for Rom, at imperiet begyndte at falde fra hinanden. De fleste kronologier sætter enden på det Vestromerske rige i 476, da Romulus Augustus blev tvunget til at abdicere til den germanske krigsherre Odoaker. Ved at placere sig under regering af østlige kejsere i stedet for at navngive sig selv kejser (som andre germanske høvdinge havde gjort efter at afsætte tidligere kejsere), afsluttede Odoaker det vestromerske rige ved at ende linjen af vestlige kejsere.
Imperiet i øst - det Byzantinske rige - fik en anden skæbne. Det overlevede i næsten 1000 år og blev det mest stabile kristne rige i middelalderen. I det 6. århundrede generobrede Justinian kortvarigt Nordafrika og Italien, men de byzantinske besiddelser i Vesten blev reduceret til det sydlige Italien og Sicilien få år efter Justinians død. I øst skyldes det delvis fremkomsten af islam, hvis tilhængere hurtigt erobrede områder i Syrien, Armenien og Egypten og hurtigt blev en direkte trussel mod Konstantinopel. I det følgende århundrede, erobrede araberne også det sydlige Italien og Sicilien, samtidig med at byzantinerne begyndte at tabe kontrollen af deres besiddelser i Balkan.
Byzantinerne formåede dog at stoppe islamisk ekspansion i deres land i det 8. århundrede og begyndte i det 9. århundrede at generobre dele af de tabte landområder. I 1000 e.Kr. var det østlige imperium på sit højeste: Basileios II generobrede Bulgarien og Armenien og kultur og handel blomstrede. Men snart efter blev udvidelsen brat stoppet i 1071 med nederlaget i Slaget ved Manzikert. Eftervirkningerne af denne vigtige kamp sendte imperiet ind i en længere periode med tilbagegang. To årtier med interne stridigheder og tyrkiske invasioner banede i sidste ende vejen for, at kejser Alexius I Comnenus sendte en anmodning om hjælp til de vesteuropæiske riger i 1095.
Vesten reagerede med korstogene. Korsridderne belejrede selv Konstantinopel under det fjerde korstog. Erobringen af Konstantinopel i 1204 formindskede imperiet i stater, hvor den ultimative sejrherre var imperiet Nikæa. Efter generobringen af Konstantinopel af imperiets styrker, var imperiet ikke meget mere end en græsk stat begrænset til den ægæiske kyst. Det byzantinske rige kollapsede, da Mehmed II erobrede Konstantinopel den 29. maj 1453.

## Geografi og demografi
Det Romerske Kejserrige er et af de største imperier i historien med magt i både Europa, Nordafrika og Mellemøsten. Det latinske udtryk imperium sine fine ("imperiet uden ende") brugtes til at udtrykke ideologien, at hverken tid eller rum begrænsede imperiet. i Vergils episke digt Æneiden skrives det, at det grænseløs imperium var givet til romerne af deres øverste guddom Jupiter. Denne påstand om universel herredømme blev fornyet og foreviget, da imperiet kom under kristent styre i det 4. århundrede.
I virkeligheden skete det af meste af den romerske ekspansion under republikken med enkelte store erobringer under kejserdømmet som Claudius erobring af England i det 1. århundrede e.Kr. og Trajans erobringer af Dacia og Babylon. Under Augustus blev et "kort over den kendte verden", vist for første gang offentligt i Rom, hvilket var på samme tidspunkt som sammensætningen af det omfattende arbejder om den politiske geografi af det Romerske Kejserrige, blev lavet af den græske forfatter Strabo. Da Augustus døde, blev der på hans gravmæles indskift (Res Gestae) nævnt hans største bedrifter som hans geografiske katalogisering af folk og steder i imperiet. Geografi, folketællingen, og den omhyggelige opbevaring af skriftlige optegnelser var centrale bekymringer for den romerske kejserlige administration.
Imperiet nåede sin største udstrækning under Trajan, hvor imperiet omfattede fem millioner kvadratkilometer, som i nutiden er over fyrre lande. Forskellige demografiske befolkningsskøn ligger på imellem 60-100 millioner indbyggere under det Romerske Kejserriges største udbredelse. Hvilket vil betyde at det Romerske Kejserrige inkluderede imellem en sjettedel og en fjerdedel af verdens samlede befolkning og har været det største befolkningsmæssige rige under én politisk administration i Vesten, indtil midten af det 19. århundrede. Hver af de tre største Byer i Imperiet; Rom, Alexandria, og Antioch var næsten dobbelt så store som en hver europæisk by i begyndelsen af det 17. århundrede.
Trajans efterfølger, Hadrian, ville opretholde imperiet i stedet for at udvide det. De romerske grænser blev nu markeret og patruljeret. De stærktest befæstede grænser var de mest ustabile. Hadrians mur i nutidens Skotland og England, som er en af de mest velbevarende romerske ydergrænser, blev af romerne selv opfattet, som hvad der adskilte det Romerske Kejserrige fra den altid tilstedeværende trussel fra barbarer.

## Sprog
Sproget var latin, som Virgil fremhævede som en kilde til romersk sammenhold og tradition. Indtil Alexander Severus (regerede 222-235), skulle romerske borgeres fødselsattester og testamenter skrives på latin. Latin var sproget i domstolene i Vesten og i militæret i hele Imperiet, men blev ikke pålagt officielt på folk bragt under romersk styre. Denne politik står i kontrast til den af Alexander den Store, som forsøgte at pålægge græsk i hele hans imperium som det officielle sprog. Som en konsekvens af Alexanders erobringer, var græsk blevet det fælles sprog i det meste af det østlige Middelhav og ind i Lilleasien. Den "sproglige grænse" som opdelte det Romerske Kejserrige imellem det latinske Vest og det græske Øst passerede igennem Balkan-halvøen.
Romere som modtog en eliteuddannelse studerede græsk som et litterært sprog, og de fleste mænd af de regerende klasser kunne tale græsk. Den Julio-Claudiske kejseslægt opfordrede til høje standarder for korrekt latin (Latinitas), som i dag er identificeret som klassisk latin. Claudius forsøgt at begrænse brugen af græsk og tilbagekaldte lejlighedsvis statsborgerskab for dem, som ikke kunne latin, mens han selv i det romerske senat brugte sin egen tosprogethed i kommunikationen med græsktalende ambassadører. Den romerske forfatter og sprogforsker Suetonius, citerede ham som et eksempel på det Romerske Kejserriges tosprogethed.
I den østlige det af imperiet blev love og officielle dokumenter regelmæssigt oversat til græsk fra latin. Den daglige gensidighed af de to sprog er angivet med tosprogede inskriptioner, som undertiden endda skiftede frem og tilbage imellem græsk og latin. Efter alle fribårne indbyggere i imperiet blev romerske statsborgere i 212 e.Kr., ville et stort antal romerske borgere ikke kunne have forstået latin, selv om det forventedes at de erhvervede mindst en symbolsk viden om sproget. Latin forblev dog en markør for "romerhed."
Diocletian forsøgte at forny latins autoritet, og det græske udtryk hē kratousa dialektos vidner om den fortsatte status af latin som "magtens sprog." I begyndelsen af 6. århundrede, engagerende kejseren Justinian sig i en forsøg på at genvinde latins status som sproget af lov og offentlig embede, selvom latin på daværende tid ikke længere var et levende og talt sprog i Østen.
Et stort behov for tolke i enkelte romerske provinser indikerede den fortsatte brug af andre sprog end græsk og latin, især i Egypten hvor koptisk dominerede, og i militære områder langs Rhinen i de germanske provinser og langs Donau. Romerske jurister viste også en hvis bekymring for de lokale sprog såsom puniske, gallisk og aramæisk i forhold til at sikre den rette forståelse og anvendelse af love og eder. I provinsen Afrika, blev punisk brugt til tekster på mønter under Tiberius (1. århundrede e.Kr.), og puniske indskrifter vises på offentlige bygninger i det 2. århundrede og nogle gange tosproget sammen med latin. I Syrien brugte soldater fra Palmyra deres dialekt af aramæisk til inskriptioner, i en slående undtagelse til reglen om at latin var sproget af militæret.
Vulgærlatin erstattede gradvist keltiske og italiske sprog, som havde en fælles indo-europæisk oprindelse. Fællestræk i syntaks og ordforråd lettede overgangen til latin. Efter decentraliseringen af den politiske magt i senantikken, udviklede latin sig lokalt til det som blev til de romanske sprog som spansk, portugisisk, fransk, italiensk og rumænsk, og et stort antal mindre sprog og dialekter. I dag er denne sproggren modersmål for mere end 900 millioner mennesker på verdensplan. Som et internationalt sprog for læring og litteratur, fortsatte latin med at være et redskab indenfor diplomati i århundrede efter, og er i nutiden stadig brugt indenfor jura, medicin og den romersk-katolske kirke.
Selv om græsk fortsatte som sproget i det byzantinske rige, var den sproglige fordeling i Østen mere kompleks. Et græsktalende flertal levede på den græske halvø, ægæiske øer, det vestlige Anatolien, større byer, og nogle kystområder. Ligesom græsk og latin, var det thrakiske sprog af indo-europæisk oprindelse, som var blandt flere nu uddøde sprog i Anatolien. Albansk ses ofte som en efterkommer af Illyrisk, selvom denne hypotese er blevet udfordret af nogle lingvister, som hævder, at det stammer fra daciansk eller thrasisk. (illyrisk, daciansk, og thrasisk kan dog også have dannet en undergruppe sammen). Forskellige afroasiatiske sprog såsom koptisk i Egypten, og aramæisk i Syrien og Mesopotamien blev aldrig erstattet af græsk.

## Samfund
Det Romerske Kejserrige var bemærkelsesværdigt multikulturelt med "en temmelig forbløffende sammenhængskraft" til at skabe en følelse af fælles identitet, som omfattede forskellige folkeslag indenfor et fælles politisk system over lang tid. Den romerske vægt på at skabe offentlige monumenter og fællesarealer åbne for alle som fora, amfiteatre, racerbaner og bade, fremmede en fælles følelse af "romerskhed.
Det romerske samfund havde flere overlappende sociale hierarkier, som det moderne begreb "klasse" ikke dækker. De to årtiers borgerkrig, hvorfra Augustus steg til enevælde, bragte det traditionelle samfund i Rom i en tilstand af forvirring og uro, selvom det ikke umiddelbart påvirkede fordelingen af rigdom og social magt. Set fra de lavere klasser side, blev der bare lagt endnu et lag på toppen af den sociale pyramide. Personlige relationer, venskaber (amicitia), familie og ægteskaber fortsatte med at påvirke arbejdet i politik og regeringen, som de havde i republikken. Under Nero var det ikke usædvanligt at finde en tidligere slave, som var rigere end en frifødt borger, eller en equites som udøvede større magt end en senator.
Denne opløsning af republikkens stive hierarkier ført til øget social mobilitet under imperiet, både opad og nedad i et omfang, som oversteg alle andre veldokumenterede gamle samfund. Kvinder og frigivne slaver havde muligheder for at få profit og udøve indflydelse på måder tidligere mindre til rådighed for dem. Det sociale liv i imperiet, især for dem hvis personlige resurser var begrænsede, blev yderligere fremmet af fremvæksten af frivillige foreninger og broderskaber (kollegia og sodalitates) dannet til forskellige formål som faglige og handelsmæssige laug, veteraner, religiøse grupper, udøvende kunsttrupper, og fællesskaber til at dække udgifter vedrørende begravelser.
Barnemord er registreret i det Romerske Kejserrige og kan have været udbredt. Flere årsager er mulige. Måske en præference for drengebørn, manglende resurser til at opfostre børn og begrænset tilgang til prævention.

### Kvinder i romersk lov
Fribårne romerske kvinder blev betragtet som borgere i hele republikken og imperiet, men kunne hverken stemme, have politiske embeder eller tjene i militæret. En mors borgerstatus blev afgjort af hendes børns, som angivet ved udtrykket ex duobus civibus Romanis natos ("børn født af to romerske borgere"). En romersk kvinde beholdt sit eget familienavn (nomen) for livet. Børn tog for det meste farens navn, men i den kejserlige periode, tog kvinder undertiden deres mors navn.
Den arkaiske form for manus (ægteskab), hvor kvinden havde været underlagt sin mands autoritet blev stort set opgivet under den kejserlige æra, og en gift kvinde beholdte ejerskabet af enhver ejendom, som hun bragte ind i ægteskabet. Teknisk forblev hun under sin fars juridiske myndighed, selv om hun flyttede ind i sin mands hjem, men ved sin fars død blev hun lovligt emanciperet (ligestillet). Dette arrangement var en af de faktorer i graden af uafhængigheden, som romerske kvinder havde haft i forhold til de mange andre gamle kulturer og op til den moderne tid. Selvom hun hørte under sin far i juridiske spørgsmål, var hun fri for hans direkte kontrol i sit daglige liv, og hendes mand havde ingen juridisk magt over hende. Selvom der kunne være stolthed forbundet med at være en "en mands kvinde" (univira), som kun havde giftet sig en gang, var der kun lidt stigmatisering knyttet til skilsmisse, eller sågar en hurtig indgåelse af nyt ægteskab efter tabet af en ægtemand igennem død eller skilsmisse.
Piger havde lige arveret med drenge, hvis deres far døde uden at efterlade et testamente. En romersk mors ret til at eje ejendom og til at disponere over det, som hun så passende, herunder fastsættelse af betingelserne for hendes egen vilje, gav hende enorm indflydelse på hendes sønner selv når de var voksne.
Som en del af det loven Lex Julia, som blev vedtaget af Augustus, blev der gjort forsøg på at genoprette den traditionelle moral og sociale orden ved love om fremme af "familieværdier". Utroskab, som havde været et familieanliggende under republikken, blev kriminaliseret, og var bredt defineret som en ulovlig seksuel handling (stuprum), som fandt sted imellem en mandlig borger og en gift kvinde, eller imellem en gift kvinde og enhver anden end sin egen mand. Fødedygtighed blev opmuntret af staten. En kvinde som havde født tre børn, fik symbolske hædersbevisninger og større juridisk frihed (ius trium liberorum).
På grund af deres status som borgere kunne kvinder eje ejendom, indgå kontrakter, og engagere sig i erhvervslivet, herunder skibsfart, produktion og låne penge. Dokumenter fra forskellige dele imperiet ære kvinder, som velgørere i finansieringen af offentlige bygninger, en indikation at de kunne erhverve og afhænde betydelige formuer.

### Slaveri og loven
På Augustus tid var 35 procent af befolkningen i Italien slaver, hvilket gør det Romerske Kejserrige til en af de imperier med den største procentvise slavebefolkning og hvor slaver spillede en større rolle i økonomien. Slaveri var en kompleks institution, som blev støttet af traditionelle romerske sociale strukturer. I byområder, kunne slaver være uddannede fagfolk såsom lærere, læger, kokke, og revisorer, men for det meste var slaver ufaglærte arbejdere i husholdninger, landbrug eller andet fysik arbejde. Landbrug og industri, såsom formaling af korn og minedrift, udnyttede slaver. Udenfor Italien udgjorde slaver i gennemsnit 10 til 20 procent af befolkningen, dog sparsomme i romersk Egypten, men mere koncentreret i nogle græske områder. Selvom institutionen slaveri ofte er blevet betragtet som aftagende i 3. og 4. århundrede, forblev det en integreret del af romerske samfund indtil det 5. århundrede. Slaveri ophørte gradvist i det 6. og 7. århundrede sammen med nedgangen af bycentre i det vestlige romerrige, og opløsningen af den komplekse kejserlige økonomi, som havde skabt efterspørgsel efter slaver.
Love vedrørende slaveri var relativt komplekse. Under romersk lov, blev slaver anset som ejendom og havde ingen juridiske rettigheder. De kunne blive udsat for former for afstraffelse normalt ikke udnyttet på borgere, seksuel udnyttelse, tortur og henrettelser. En slave kunne ikke lovmæssigt blive voldtaget, da voldtægt kun vedrørte folk som var fri; en slaves voldtægtsmand måtte blive retsforfulgt af ejeren af slaven, for hvorved ejeren af slaven kunne få kompensation. Slaver havde ingen ret til juridisk ægteskab (conubium), men deres ægteskaber blev undertiden anerkendt, og hvis begge blev frie kunne de gifte sig. Efter de romerske slavekrige i republikken, forsøgte Augustus og hans efterfølgere at mindske sandsynligheden for fremtidige oprør, ved at begrænse størrelsen af arbejdsgrupper af slaver og straffe flygtige slaver.
Juridisk kunne slaver ikke eje ejendommen, men en slave, som hjalp med at drive sin ejers virksomhed kunne få adgang til en individuel konto eller fond (peculium), som slaven kunne bruge som var det hans egen. Vilkårene i denne konto varierede afhængigt af graden af tillid og samarbejde imellem ejeren og slaven. En slave med en egnethed for erhvervslivet kunne gives betydeligt spillerum, til at generere overskud og måske få lov til at testamentere denne peculium han formåede til andre slaver af hans husstand. Indenfor en husstand eller arbejdsplads, kunne et hierarki af slaver ofte findes, med ene slave som fungerede som lederen af de andre slaver.
Efterhånden fik slaver større retsbeskyttelse, herunder retten til at indgive klager mod deres herrer. En slutseddel kan indeholde en bestemmelse om, at slaven ikke kunne anvendes til prostitution, da prostituerede i det gamle Rom ofte var slaver. Den spirende handel med kasterede slaver i slutningen af 1. århundrede e.Kr. førte til forbud mod kastration af slaver mod hans vilje "for begær eller gevinst."
Romersk slaveri var ikke baseret på race. Slaver blev hentet til Rom fra hele Europa og Middelhavsområdet udenfor Europa, herunder Gallien, Hispania, Germanien, de Britiske øer, Balkan og Grækenland. Generelt var slaver i Italien indfødte italienere, med et mindretal af udlændinge (herunder både slaver og frigivne) født uden for Italien som anslås til 5% af den samlede befolkning i hovedstaden på sit højeste, hvor deres antal var størst. Mange udenlandske slaver var af græsk afstamning. Slaver af jødisk afstamning blev aldrig helt assimilerede i det romerske samfund, hvorfor de forblev en identificerbar minoritet. Disse slaver (især udlændinge) havde højere dødelighed og lavere fødselsrater end indfødte. Den forventede levealder for slaver i byen Rom var ekstraordinært lav, med en estimeret gennemsnitlig levetid på sytten og et halvt år (17,2 for mænd, 17,9 for kvinder).
I perioden med republikansk ekspansion, da slaveriet var udbredt, var krigsfanger en af vigtigste kilder til slaver. Rækken af etniciteter blandt slaver afspejlede til en vis grad de hære, som Rom havde besejret i krig, og erobringen af Grækenland bragte en række højt kvalificerede og uddannede slaver til Rom. Slaver blev også handlet på markeder og nogle gange solgt af pirater. Forladte børn og nyfødte og selv-slaveri blandt de fattige var andre kilder. Ordet Vernae referer derimod til "hjemmelavede" slaver født af kvindelige slaver i husstande, byerne, eller på en landejendom eller gård. Selvom de ikke havde nogen særlig retslig status, ville en ejer, som mishandlede eller undladte at passe sin vernae se samfundets misbilligelse, da de blev anset for en del af hans familie, og i nogle tilfælde kan det faktisk være børn af frie mænd i familie.
Talentfulde slaver med evne til virksomhed kunne samle en tilstrækkelig stor peculium til at retfærdiggøre deres frihed, eller blive løskøbt for tjenesteydelser. Denne form for frigivelse var blevet hyppigt nok til, at en lov i 2 f.Kr. (Lex Fufia Caninia) begrænsede antallet af de slaver, en ejer fik lov til at sætte fri i sit testamente.

### Ulige retfærdighed
I takt med at det republikanske princip om borgernes lighed for loven falmede, førte de symbolske og sociale privilegier overklassen havde til en uformel deling af det romerske samfund i dem, som havde erhvervet større hædersbevisninger (honestiores), og dem, der var mere ydmyge folk (humiliores). Generelt var honestiores medlemmerne af de øverste klasser i samfundet, sammen med visse militære officerer. Tildelingen af universel statsborgerskab i 212 ser ud til at have øget konkurrence blandt de øverste klasser til at få deres overlegenhed over andre borgere bekræftede, især indenfor retssystemet. Strafudmåling afhang af dommen af den præsiderende embedsmand sammen med den relative "værd" (Dignitas) af sagsøgte: en honestior kunne betale en bøde, når dømt for en forbrydelse, for hvilken en humilior måtte modtage en piskning.
Henrettelse, som havde været en sjælden straf for frie mænd under republikken, kunne være hurtig og relativt smertefri for den kejserlige borger, som var "mere ærefulde", mens de, der ansås som ringere, kunne udsættes for tortur. Forlængelse af døden var tidligere forbeholdt slaver med korsfæstelsen eller kamp mod dyr (damnatio ad bestias) som en forestilling i arenaen. I det tidlige imperium, kunne de der konverterede til kristendommen mister deres status som honestiores, især hvis de afviste at opfylde de religiøse aspekter af deres samfundsmæssige ansvar, og blev dermed underlagt straffe, som skabte betingelserne for martyrdom.

### Beklædning
I et statusbevidst samfund ligesom romernes, gav tøj og personlig pynt et visuelt fingerpeg om etikette af bæreren. At bære det korrekte tøj skulle afspejle et samfund i god orden. Togaen var den særprægede nationale beklædningsgenstand af den romerske mandlige borger, men de var tunge og upraktiske, og var derfor primært kun båret når man skulle gennemføre politiske, forretningsmæssige- og religiøse ritualer, og ved en retssag. I modsætning til den populære opfattelse var hverdagens tøj, som romerne havde på oftest mørkt eller farverigt, og de mest almindelige mandlige påklædninger set dagligt ville have været en tunika, et slag eller bukser i provinserne oppe nordpå. Dokumenteringen af hvordan romerne klædte sig i hverdagen, kompliceres af manglen på direkte beviser, da portrætter oftest viste personen i tøj med symbolsk værdi, og overlevende tekstiler fra perioden er sjældne.
Den grundlæggende beklædningsgenstand for alle romere var en tunika, uanset køn eller formue. Længden varierede efter bæreren: en mands nåede midten af læggen, mens en soldats var noget kortere; en kvindes faldt til hendes fødder, og for et barn til knæene. Tunikaer af fattige mennesker og arbejdende slaver blev lavet af grov uld i naturlige, matte nuancer, hvor længden blev bestemt af den type arbejde som de udførte. Finere tunikaer var lavet af letvægtsuld eller linned. En mand der hørte til senatet bar en tunika med to lilla striber (clavi) vævet lodret ind i stoffet: jo bredere stribe, jo højere var bærerens status. Andre beklædningsgenstande kunne være beklædt over tunikaen.
Togaen var et halvcirkelformet stykke hvid uld, som kun kunne draperes med hjælp. I sit arbejde om talekunst beskrev Quintilian i detaljer, hvordan den offentlige taler burde bruge gestus svarende til sin toga. I kunstværker er togaen vist med den lange ende mellem fødderne, en dyb buet fold foran, og en kugleformet flap på midtstykket. I det 2. århundrede, var kejsere og mænd af status ofte portrætteret iført en pallium, en oprindelig græsk kappe (himation) foldet tæt omkring kroppen. Kvinder er også portrætteret iført en pallium. I løbet af 4. århundrede, havde togaen blevet mere eller mindre erstattet af palliummen som en beklædningsgenstand, som indikerede et socialt tilhørsforhold. Romersk tøjs stilarter ændrede sig med tiden, men ikke så hurtigt som mode i dag.

### Offentlig underholdning, amfiteatre og stridsvognsløb
Den største area i Rom var Circus Maximus, hvor der blev afholdt stridsvognsløb, dyrekampe (venationes), atletiske konkurrencer, gladiatorkampe og historiske rekonstruktioner. Fra tidligste tider, havde flere religiøse festivaler indeholdt forskellige rituelle spil (Ludi), dog primært heste og stridsvognsløb (Ludi circenses). Romerne troede selv at gladiatorkampe havde oprindelse i begravelsespil og ofringer, hvor udvalgte tilfangetagne krigere blev tvunget til at kæmpe for at sone dødsfald af ædle romerne. Selv om deres underholdningsværdi havde tendens til at overskygge deres rituelle betydning, forblev løbene en del af arkaiske religiøse ceremonier, som vedrørte landbrug, initiation, og cyklussen af fødsel og død.

Under Augustus var der offentlig underholdning 77 dage om året; under Marcus Aurelius blev det udvidet til 135. Hver enkelt forstilling var oftest indledt med en omfattende parade (Pompa circensis), som endte på spillestedet. Konkurrencer blev afholdt også i mindre spillesteder som amfiteater, som blev den karakteristiske romerske forestillingssted for underholdning. Atletik i græsk stil inkluderede løb, boksning, brydning, og pancratium. Søslag (Naumachia) blev enkelte gange gennemført i konstruerede bassiner. Statsstøttede teaterarrangementer (Ludi scaenici) fandt sted i stenteatre, eller i mindre lukkede teater kaldet et odeum.
Cirkusser blev den største struktur regelmæssigt bygget i den romerske verden, selvom grækerne havde deres egne arkitektoniske traditioner for tilsvarende hippodromer. Det Flaviske amfiteater, bedre kendt som Colosseum, blev den regelmæssige arena for blodsport i Rom efter det åbnede i 80 e.Kr.. Circus Maximus havde siddepladser til omkring 150.000 tilskuere, og Colosseum havde omkring 50.000 siddepladser med plads til omkring 10.000 mere stående. Mange romerske amfiteatre, cirkusser og teatre bygget i byerne uden for Italien er synlige som ruiner i dag. Den lokalt herskende elite var ansvarlige for, at sponsorere forestillingerne og begivenhederne i arenaerne, som begge forbedrede deres status og drænede deres resurser.

En siddeplads i amfiteatre repræsenterede rangorden i det romerske samfund: kejseren præsiderede i sin overdådige loge tættest på; senatorer så fra fordelagtige pladser reserveret til dem; kvinder sad på pladserne længst væk fra forestillingen; slaver fik til sidst værste steder. Publikum kunne anmode om et specifikt resultat via råben, men kejseren havde det sidste ord. Forestillingerne kunne hurtigt blive et sted for sociale og politiske konflikter, og kejsere måtte sommetider bruge magt til at afslutte uro blandt publikum, mest notorisk ved optøjerne i Nika i år 532, hvor soldaterne under Justinian I slagtede tusinder.
Indenfor stridsvognsløb, var stridsvognens hold var kendt efter de farver de bar, hvor blå og grøn var de mest populære. Loyaliteten fra deres fans var hård, hvilket til tider førte til sportsoptøjer. Stridsvognløbene var farlige, men ryttere var blandt de mest berømte og bedst kompenserede atleter. Én stjerne i sporten var Diocles, fra Lusitania (nuværende Portugal), der kørte i stridsvognsløb i 24 år og i sin karriere indtjente 35 millioner sestertier. Hestene havde også fans, og blev fejret i kunst og inskriptioner. Udformningen af romerske cirkusser blev bygget med stor overvejelser for at sikre, at ingen hold havde en unfair fordel og for at minimere kollisioner. Kollisioner var dog hyppige under stridsvognløbene og underholdene for publikum. Stridsvognsløb fortsatte ind i den byzantinske periode under kejserlig finansiering, men nedgangen af større bycentre i det 6. og 7. århundrede førte til dens endelige død.
Gennem hele sin 40-årige regeringstid gav Augustus otte gladiatorforestillinger, hvor 10.000 mænd kæmpede, samt 26 kampe med 3.500 døde dyr. For at markere åbningen af Colosseummet, præsenterede kejser Titus 100 dage med begivenheder i arenaen, med 3.000 gladiatorer kæmpende sammen på en enkelt dag. Den romerske fascination med gladiatorer kan ses i, hvor bredt de er afbilledet på mosaikker, vægmalerier, lamper, og selv graffititegninger.
Gladiatorer var uddannede krigere, som tidligere kunne have været slaver, fangere, eller frivillige. Døden var ikke en nødvendig eller endda ønskelig resultat i kampe imellem disse højtuddannede krigere, hvis uddannelse repræsenterede en kostbar og tidskrævende investeringer. Derimod var noxii fangere dømt til arenaen med ringe eller ingen uddannelse, ofte ubevæbnet, og med ingen forventning om overlevelse. Fysisk lidelse og ydmygelse blev anset for at være en hensigtsmæssig retfærdighed for de forbrydelser, som de havde begået. Disse henrettelser blev undertiden iscenesat eller ritualiseret som rekonstruktion af myter, og amfiteatre var udstyret med omfattende mængde af maskiner til at skabe specielle effekter og importerede vilde dyr.
Senere generationer af lærde, historikere og filosoffer har fundet det romerske samfunds forhold til "forstillinger om liv og død" til at være en af de mere vanskelige aspekter at forstå og forklare. Plinius den yngre rationaliserede gladiatorkampe som værende godt for folket, som en måde til "at inspirere dem til at stå over for ærefulde sår og foragte døden, ved at udstille kærligheden for æren og ønsket om sejr, selv i ligene af slaver og forbrydere". Nogle romere såsom Seneca den yngre var kritiske over for de brutale forestiller, men fandt dyd i mod og værdighed i den besejrede kæmper snarere end i vinderen. Dette synspunkt, kom senere til udtryk med kristne martyrer i arenaen, som blandt datidens kristne blev betragtet som en ærefuld død for sin religion. Den romerske forfatter, Tertullian betragtede døden i arenaen til ikke at være mere end en forklædt form for menneskeofringer. Nogle af de tidligste navne for stilarter inden for gladiatorkampe havde etniske betegnelser såsom "thrakiske" eller "galliske".

## Politik
Styreformen i kejserriget var et diktatur styret af kejseren. Begyndelsen af perioden kendes som principatet, en styreform, der voksede ud af senrepublikken. Provinserne og byerne var stort set uafhængige under principatet, og kejserriget var generelt decentraliseret. I den næste periode, anarkiet og krisen i det tredje århundrede e.Kr., begyndte kejseren at tilegne sig større magt, og byerne begyndte at miste deres uafhængighed på grund af fraflytning til landet.
Den første kejser, Augustus, kaldte sig i senatet princeps og primus inter pares, først blandt ligemænd. Det lod til, at republikken forsat fungerede, men reelt lå al magt hos den romerske hær, som kejseren havde absolut kontrol over. Princepstitlen var for Augustus en måde til at vinde gunst fra senatet og skulle forhindre ham i at lide samme skæbne som hans grandonkel, Julius Cæsar. Det Romerske Kejserriges sikkerhed lå i hænderne på legionerne, og det var her, Augustus' magtbase lå. Hæren var en kostbar institution, som statens forvaltning skulle sikre ved at beskatte befolkningen. De mest succesrige kejsere var de, som klarede at opretholde loyaliteten og disciplinen hos legionærerne. De dårligere kejsere måtte bestikke hæren for at beholde magten, men det viste sig ofte at være en ringe garanti.
Enden på principatet blev ganske enkelt enden på republikken: Kejserens generaler opnåede personlige bånd til og loyalitet fra soldaterne. Det udnyttedes af de mest ambitiøse. Styreformen forandrede sig til dominatet. Den nye styreform voksede ud af krisen i det tredje århundrede, og specielt borgerkrigene bærer vidnesbyrd om krisen. Kejserne i denne periode var oftest generaler, som kom til magten ved hjælp af krig og kup.
I teorien måtte senatet vælge den nye kejser, men i praksis blev arvefølgen dynastisk: De mandlige arvinger blev valgt til kejsere. Det Nervan-antoninske dynasti var en undtagelse, da arvingerne ikke var biologiske, men adopterede sønner. Det kunne skyldes, at der var mangel på mandlige arvinger, men det kan også være, at kejserne valgte arvinger, som de mente ville yde en bedre indsats for det Romerske Kejserrige. Resultatet var de fem store kejseres og det Romerske Kejserriges storhedstid. Denne stabile periode endte, da Marcus Aurelius valgte sin søn Commodus som arving. Hans regeringstid endte med borgerkrig. Under borgerkrige var det den stærkeste, som ville have kontrollen, og ofte var der flere kejsere, som gjorde krav på deres plads på tronen. Dynastierne i det Romerske Kejserrige endte til stadighed i interne stridigheder, og mægtige generaler kæmpede om magten.

### Administration
Statens styring forandrede sig med kejserriget. Først blev meget af arbejdet udført af de samme magistrater som i republikken. Men som tiden gik, blev ansvaret lagt over til frigivne slaver, specielt under kejser Claudius. Statsmagten blev støt og roligt centraliseret gennem det Romerske Kejserriges historie. I republikken styrede byerne og provinserne sig selv. Et af hovedtrækkene i Pax Romana, Romerfreden, var, at de fleste byer i det Romerske Kejserrige sjældent fik besøg af hæren. I kejsertiden begyndte befolkningerne at flytte fra byerne til landet. Dette og den stadigt stærkere og mere centraliserede kejsermagt førte til, at byerne mistede deres selvstyre. Udflytningen fra byerne havde mange årsager; hovedårsagen var den øgede lovløshed, som hjemsøgte kejserriget i krisetiden. Byerne blev et let bytte for både barbarernes invasioner og terroren fra hæren, som skulle beskytte dem. Mange byer blev forladt. Kun kejseren og hans hær kunne opretholde stabilitet. Det øgede behov for militær krævede endnu højere skatter, som igen krævede en stærk, velfungerende stat.

### Oprør og deres politiske konsekvenser
I fredstid var det relativt let at styre riget fra Rom. Et oprør var forventet og opstod ganske regelmæssigt gennem historien: En general eller en guvernør fik loyalitet fra sine undersåtter gennem karisma, love og bestikkelse. Legionerne var spredt rundt om i riget. Derfor havde oprørslederen normalt én eller to legioner under sig. Der blev tilkaldt lokale legioner, og oprørene blev knust. Hvis ikke kejseren var svag, inkompetent eller hadet, ville disse oprør forblive lokale og isolerede hændelser.
I krigstid kunne en general have flere legioner under sig. Af den grund var det almindeligt, at kejseren holdt nogle af generalens familiemedlemmer som gidsler for at undgå, at generalen skulle rejse en oprørsk hær. Under det jødiske oprør, der begyndte i år 66, holdt kejser Nero Vespasians søn Domitian og hans svigersøn Quintus Petillius Cerialis som gidsler for at sikre Vespasians loyalitet. Ironisk nok endte Neros regeringstid med et oprør fra prætorianergarden, som blev bestukket af general Galba.
Prætorianergarden var et vigtigt magtmiddel i kejsertiden. Dens loyalitet blev ofte købt, og garden blev stadigt mere grådig. Legionerne ved grænserne fulgte livgardens eksempel og blev vigtige aktører i borgerkrigene. Det var en farlig udvikling, som svækkede hele den romerske armé.
Hovedfjenderne i vest var de barbariske stammer hinsides Rhinen og Donau. Octavian havde prøvet, at besejre dem, men led et fatalt nederlag i Teutoburgerskoven i år 9. De germanske stammer udgjorde en stor trussel, men de var for splittede, fordi interne magtkampe tog det meste af deres tid. I øst var hovedfjenden Partherriget, der prøvede flere forgæves invasioner af det Romerske Kejserrige.
Under borgerkrigene udnyttede Roms fjender muligheden til at invadere de romerske provinser. De to fronter øst og vest blev politisk vigtige på grund af legionerne, som var stationeret der. Lokale ledere startede oprør, der kulminerede i større krige. Det Romerske Kejserrige havde få problemer med at kontrollere den vestlige grænse. Presset fra begge fronter skabte problemer. Hvis kejseren befandt sig i øst, blev det muligt for en general at gøre oprør i vest, og omvendt. Kejseren måtte befinde sig i nærheden af tropperne for at have den størst mulige kontrol, og med rigets enorme størrelse var det umuligt for en kejser at befinde sig nær to fronter samtidig. Det var et stort problem for mange kejsere og en kilde til mange kriser i løbet af kejsertiden.

## Økonomi
Republikkens erobringer frem til Augustus' regeringstid havde skabt et stort indre marked, der omfattede hele Middelhavsområdet, Vesteuropa og rigets grænseområder. De økonomiske forhold, særligt de som omhandlede landbruget, varierede meget mellem de varme, tørre områder i Nordafrika og Arabien, og de mere frugtbare og fugtige provinser – Britannien, Gallien og Balkan. Middelhavet og de store floder Rhinen, Rhône og Donau fungerede som handelsruter. Romerne anlagde også et vidtstrakt og velbygget vejnet, som tjente såvel militære som civile formål. Vejnettet strakte sig endda over høje bjerge som Pyrenæerne og Alperne og bidrog til effektiviseringen af handel over længere afstande.
Hovedhjørnestenen i den romerske økonomi var alle de byer, som var centrum for al industriel produktion, handel og forbrug. Selv om al handel og produktion foregik i byerne, var det landbefolkningen, som var størst, og landbruget var den dominerende sektor i økonomien. De største centre i det Romerske Kejserrige var selve Rom, Alexandria, Antiokia, Karthago, Efesos og i senantikken Konstantinopel, alle med et indbyggertal mellem 100 000 og 1 million. Frem til det 3. århundrede var de politisk-økonomiske forhold gunstige. Riget var ét valutaområde. Frem til krisen i det tredje århundrede var der, bortset fra grænsekonflikter og lokale oprør, næsten universel fred i riget, også kaldt for Pax Romana. De store hærstyrker, der var stationeret langs grænserne, var med til at skabe et stabilt og trygt miljø for produktionen i provinserne. Mod slutningen af det andet århundrede øgedes presset mod grænserne. Med dette pres kom et behov for flere soldater i legionerne. Dette fik meget at sige for rigets økonomi, da kejserne blev nødt til at øge skatterne proportionalt for at følge udviklingen med rekrutteringen. Efter år 235 var den økonomiske og militære krise i færd med at føre det Romerske Kejserrige mod randen af sammenbrud. Under det severiske dynasti begyndte skattepresset at stige. Manglen på arbejdskraft, der fulgte af krigene, og alle pestudbruddene bidrog også til nedgang og krise. Hvor alvorlige disse tilstande var, er vanskeligt at sige, da der foreligger få pålidelige kilder fra denne periode.
Provinserne ved Rhinen blev hårdest ramt af krisen i det 3. århundrede. De blev ofre for germanske invasioner og et voksende gallisk rige. Andre regioner som Egypten og Britannien blev ramt i mindre grad. Mod slutningen af det 3. århundrede oplevede det Romerske Kejserrige en høj inflation, da den menige befolkning i større grad mistede tilliden til det vaklende og devaluerede pengesystem. Priserne steg voldsomt i store dele af riget.

### Transport, handel og kommunikation
Det Romerske Kejserriges provinser omkransede hele Middelhavet, som de kaldte mare nostrum "vores hav". Romerske sejlskibe navigerede Middelhavet, samt alle de store sejlbare floder i imperiet, herunder Guadalquivir, Ebro, Rhône, Rhinen, Tiber og Nilen. Transport ad vandvejen var foretrukket hvor det var muligt, da transport af store mængden af råvarer over land var vanskeligere. Det store antal af køretøjer, hjul, og skibe indikerer eksistensen af et stort antal af kvalificerede håndværkere indenfor det Romerske Kejserriges grænser. Selvom kommunikationsmidler og transport var begrænset i antikken, voksede transporten i 1. og 2. århundrede kraftigt, og handelsruter skabte forbindelser imellem forskellige provinsers økonomier.
Landtransporten udnyttede det avancerede system af romerske veje. Finansieringen af statens post og transportservice cursus publicus, som blev oprettet af Augustus, blev gjort igennem naturalier som omfattede levering af personale, dyr eller køretøjer. En Mansio (flertal Mansiones) var en privat-eget station, som lå ved siden af de romerske veje. Personalet bestod af smede, karetmagere og kurerer. Afstanden imellem Mansiones blev bestemt ved, hvor langt en vogn kunne nå på en dag. Muldyr var oftest brugt til at trække vognene. Det tog fx en budbringer mindst ni dage at rejse til Rom fra Mainz i provinsen Germania Superior, selv på en hastesag. Ud over Mansiones tilbød nogle værtshuse indkvartering samt mad og drikke; ét ophold kræver betalinger for vin, brød, foder til et muldyr og tjenester af en prostitueret.
Romerske provinser handlede også indbyrdes. Den vigtigste råvare var korn. Handel udvidet uden for grænserne var dog så langt væk som til Kina og Indien. Handel med Kina var hovedsageligt gennemført over land igennem Silkevejen; Handel med Indien forekom dog også ad søvejen fra de egyptiske havne ved Det Røde Hav. Handelsvarende inkluderede blandt andet olivenolie, diverse fødevarer, slaver, malm og metalgenstande, fibre og tekstiler, tømmer, keramik, glas, marmor, papyrus, krydderier, elfenben, perler og ædelstene.
Selv om de fleste provinser var i stand til at producere vin, var regionale druesorter ønsket og vin var et centralt element i samhandelen. De store leverandører til byen Rom var vestkysten af Italien, det sydlige Gallien, regionen Tarraconensis i Spanien, og Kreta. Alexandria, den næststørste by i det Romerske Kejserrige, importerede vin fra Laodikea (det moderne Latakia) i Syrien, de frugtbare dele af Anatolien og Ægæiske øer. På lokalt niveau, solgte taverner eller specielle vinbutikker (Vinaria) vin, med prisklasser som afspejlede kvaliteten.

### Beskæftigelse
Inskriptioner nævner 268 forskellige erhverv i byen Rom, og 85 i Pompeji. Faglige sammenslutninger eller handelslaug (kollegia) er attesteret for en bred vifte af erhverv, herunder fiskere (piscatores), saltkøbmænd (salinatores), handlere af olivenolie (olivarii), kunstnere (scaenici), kvæghandlere (pecuarii), guldsmede (aurifices), kuske (asinarii eller muliones) og stenhuggere (lapidarii).
Arbejde udført af slaver faldte i fem overordnede kategorier: husholdningjob; kejserlig eller offentlig tjeneste; bymæssige håndværk og tjenesteydelser; landbrug; og minedrift. Straffefanger udførte meget af arbejdskraften i miner eller stenbrud, hvor forholdene var notorisk brutale. Reelt set var der ikke den store forskel i arbejdet som slaver og frie arbejdere udførte, og de fleste arbejdere var analfabeter og uden særlige kvalifikationer. Det største beskæftigelse for almindelige arbejdere var beskæftigelse i landbruget. I det italienske system af industriel landbrug (latifundia), var meste arbejde formeligt gjort af slaver, men i resten af riget var slaver som arbejdskraft på gårde sandsynligvis mindre vigtigt end andre former for arbejdskraft af folk, som ikke teknisk set var slaver.
Tekstil og klædeproduktionen var en vigtig kilde til beskæftigelse. Både tekstiler og færdige beklædningsgenstande blev handlet i imperiet. Bedre klæder, som var klar til at tage på, blev eksporteret af forretningsfolk (negotiatores eller mercatores), som ofte var velhavende borgere i byer med produktionscentre. I Egypten kunne tekstilproducenter køre velstående små virksomheder, som beskæftigede lærlinge og slaver. Arbejdstagere indenfor farvning af tøj (coloratores) havde deres egne laug. Centonarii var laugarbejdere, som havde specialiseret sig i produktionen af tekstil og genbrug af gamle tøj til at lave nye klæder.

## Religion
Religion i det romerske imperium omfattede praksisser og overbevisninger som romerne betragtede som deres egne, såvel som de mange kulture importeret til Rom eller praktiseret af folk i enkelte provinsen. Romerne så sig selv som meget religiøse, og henførte tildels deres succes som verdensmagt til deres kollektive fromhed (pietas) via at opretholde gode forbindelser med guderne (pax deorum). Den arkaiske religion menes at have været overleveret fra de tidligste konger af Rom, som var grundlaget for mos maiorum, "vejen for forfædrene" eller "tradition", set som centrale for romersk identitet. Der var ingen princippel "adskillelse af kirke og stat". Præstedømmet af statsreligionen blev fyldt af den samme sociale pulje af mænd, som holdt offentlige embeder, og i den kejserlige æra blev en øverstepræst Pontifex Maximus kejser.
Romerske religion var praktisk og kontraktmæssigt baseret på princippet om ut des, "Jeg giver hvad du måske kan give." Religion var afhængelig af viden og den korrekte praksis af bøn, ritualer og ofring, og ikke på tro eller dogmer, selvom latinsk litteratur indeholder spekulationer om karakteren af det guddommelige og dens relation til menneskelige anliggender. For almindelige romere, var religion en del af dagligdagen. Hvert hjem havde et skrin i husstanden, hvor bønner og libation til familiens lokale guddomme blev tilbudt. Den romerske kalender var struktureret omkring religion. I den kejserlige æra blev så mange som 135 dage om året helliget religiøse festivaler og spil (Ludi). Kvinder, slaver og børn deltog alle i en række religiøse aktiviteter.

I kølvandet på republikkens sammenbrud var statsreligionen tilpasset til at støtte den nye regering af kejsere. Augustus som den første romerske kejser, retfærdiggjorde omskiftet til enmands-regering med et stort program af religiøs vækkelse og reform. Offentlige løfter tidligere lavet for sikkerheden i republikken var nu rettet mod velbefindendet af kejseren. Tilbedelse af kejseren blev udvidet i stor stil den traditionelle romerske tradition Genius (guddommeliggjort personifikation af forfædre). Ved død kunne en kejser blive givet guddommelighed (Divus) ved afstemning i Senatet. En Imperial kult, påvirket af hellenisme, blev en af de store måder Rom markerede sin tilstedeværelse i provinserne og blev set som et redskab til give en fælles kulturel identitet og skabe loyalitet i hele riget. Udbredelse af denne imperielle kult strækte sig så langt som Najran i det nuværende Saudi-Arabien. Afvisning af statsreligionen blev ensbetydende med forræderi mod kejseren. Dette var baggrunden for Roms konflikt med kristendommen, som romerne skiftevis betragtede som en form for ateisme.
Romerne er kendt for det store antal af guder, en kapacitet som modtog hån fra tidlige kristne polemikere. Da romerne begyndte, at udvidede deres dominans i hele Middelhavsområdet, var deres politik generelt, at absorbere de guder og kulter af andre folkeslag i stedet for at forsøge at udrydde dem. En måde at Rom fremmede stabilitet blandt forskellige folkeslag var ved at støtte deres religiøse arv, bygge templer til lokale guddomme, der indrammede deres teologi i hierarkiet af romerske religion. Skrifter fra hele imperiet nævner tilbedelsen af lokale og romerske guder side-om-side. Ved toppen af imperiets magt blev adskillige kulter af pseudo-udenlandske guder (romerske genopfindelse af lokale guder) dyrket i Rom og i provinserne, blandt dem i kulturelle centre omkring Kybele, Isis, Epona og af solguder såsom Mithras og Sol Invictus, fandtes så langt mod nord som Romersk Britannien. Fordi romerne aldrig var blevet forpligtet til at dyrke en gud eller kun én kult, var religiøs tolerance ikke et problem i den forstand, som det ville være for konkurrerende monoteistiske systemer.
Mysteriereligioner, som tilbudte medlemmer frelse i efterlivet, var et spørgsmål om personligt valg for den enkelte, praktiseret ud over at udøve ens families ritualer og deltage i den offentlige religion. Disse inkluderede eder og hemmeligholdelse, som konservative romere så med mistro som karakteristisk for "magi" og sammensværgelser (coniuratio). Til tider blev der gennemført brutale forsøg for at undertrykke religioner, der syntes at true traditionel moral og sammenhold. I Gallien blev druidernes magt kontrolleret ved først, at forbyde romerske borgere at tilhøre trosretningen, og derefter ved at forbyde druidisme helt. Samtidig blev keltiske traditioner dog nyfortolket (interpretatio romana) indenfor rammerne af imperiets teologi, og en ny Gallo-romersk religion opstod, med hovedstad i helligdommen af de tre gallien i Lugdunum (nuværende Lyon, Frankrig). Helligdommen etablerede præcedens som en form for identitetstræk for den romerske provins.
Den monoteistiske stuktur af jødedommen ledte flere gange til vanskeligheder for romersk politik, som til tider måtte gå på kompromis og give særlige undtagelser. Tertullian påpegede at den jødiske religion, til forskel fra de kristne, blev betragtet som en religio licita "legitim religion." Krige imellem romerne og jøderne opstod, når konflikter, politisk såvel som religiøs, blev uløselige. Da Caligula ville placere en gylden statue af ham selv guddommeliggjort i templet i Jerusalem, blev den potentielle helligbrøde og sandsynligvise krig kun forhindret af hans død. Belejringen af Jerusalem i 70 e.Kr. førte til nedbrænding af templet og spredningen af jødisk politisk magt (se jødiske diaspora).
Kristendommen opstod i Iudaea som en jødisk religiøs sekt i det 1. århundrede e. Kr.. Religionen spredte sig efterhånden videre ud af Jerusalem, i første omgang ved at sekten spredte sig til i Antiokia, så Alexandria, og over tid i hele imperiet samt udenfor. Forfølgelser autoriseret af det Romerske Kejserrige var begrænsede og sporadiske, mens martyrdød oftest forekom under ledelse af lokale embedsmænd.
Den første forfølgelse fra en kejser opstod under Nero, og var begrænset til byen Rom. Tacitus beretter, at efter den store brand i Rom i år 64, holdt dele af befolkningen Nero ansvarlig og at kejseren forsøgte at aflede skylden på de kristne. Efter kejser Nero skete en stor forfølgelse under kejser Domitian. og en forfølgelse i 177 e.Kr. fandt sted i Lugdunum, den gallo-romerske religiøse hovedstad. Et overlevende brev fra Plinius den Yngre, guvernør i Bythinia til kejser Trajan, beskriver forfølgelse og henrettelse af kristne. Den Decianske forfølgelse fra 246-251 e.Kr. var en alvorlig trussel mod kristendommen, men som i sidste ende styrkede den kristne trodsighed. Diocletian startede den mest alvorlige forfølgelse af kristne, som varede fra 303-311 e.Kr..
I begyndelsen af 4. århundrede, blev Konstantin I den første kejser til at konvertere til kristendommen. Under resten af det 4. århundrede blev kristendommen den dominerende religion i imperiet. Kejser Julian lavede et kortvarigt forsøg på at genoplive traditionel hellinestisk religion, men i 380 under Theodosius I blev kristendommen den officielle statsreligion i det romerske imperium, med forbud mod af alle andre. Fra det 2. århundrede og fremefter, var kirkefædrene begyndt at fordømme de forskellige religioner praktiseret i hele Imperiet kollektivt som "hedensk." Ønsker om religiøs tolerance fra traditionalister som senatoren Symmachus (d. 402) blev afvist, og kristen monoteisme blev et element i imperiets dominans. Kristne kættere samt ikke-kristne var underlagt udelukkelse fra det offentlige liv eller blev forfuldt, men Roms oprindelige religiøse hierarki og mange aspekter af dens ritualer påvirkede kristne traditioner, og megen præ-kristne tro og praksis, overlevede i kristne festivaler og lokale traditioner.

## Navne og titler
Det er vanskeligt at oversætte klassisk latin, da ordenes betydning forandrer sig med tiden. Navnet Cæsar var i sin oprindelige form et familienavn. Octavian (den senere kejser Augustus) arvede sit navn fra sin adoptivfar, Julius Cæsar. Det skete for at sikre hans personlige anseelse. Skikken forsatte med Octavians arvtagere, og navnet Cæsar ændrede sig til at være en titel, svarende til nutidens kejser. Dermed blev Octavian i antikken også kendt som det Romerske Kejserriges første kejser og anerkendt som den "anden Cæsar". Senere er titlen ændret til Kaiser på tysk og Tsar på russisk og andre slaviske sprog. Navnet Augustus var en titel, Senatet tildelte Octavian; siden har denne titel været brugt som personnavn på ham, og det var i antikken ikke et navn, som blev brugt. Titlen blev antaget af senere kejsere. Senere blev det normalt, at kejseren kaldtes Augustus, mens tronfølgeren fik titlen Cæsar.
Imperator var oprindeligt en titel, der blev givet til sejrende militære kommandanter. Også denne titel tog kejserne til sig. I forskellige europæiske sprog er den oprindelige form imperator fortsat som eksempelvis albansk mbret (konge), rumænsk împarat og engelsk Emperor, sidstnævnte dog præget af normannerfransk. Imperium betød 'magt' i Antikkens Rom og blev brugt under Republikken uden nogen kejserlig betydning; senere blev ordet til en generel betegnelse for et vidtstrakt storrige som det romerske.

## Militær
Soldaterne af den kejserlige romerske hær var fagfolk, som frivilligt i 20 år havde aktiv tjeneste og fem år som reserver. Overgangen til et professionelt militær var begyndt i slutningen af republikken, og var en af de mange dybe skift væk fra republikanismen, hvor man i stedet havde en hær af værnepligtige, som udøvede deres ansvar som borgere ved at forsvare hjemlandet i et felttog mod en specifik trussel. For det kejserlige romerrige var militæret en fuldtidskarriere i sig selv.
Den primære opgave for det romerske militær i det tidlige imperium var at bevare "Pax Romana". De tre store afdelinger af militæret var:
- Garnisonen i Rom, som omfattede både prætorianere og vigiles der fungerede som politi og brandmænd;
- Den provinsielle hær, som omfattede de romerske legioner, og hjælpeenheder som blev leveret af provinserne;
- Den romerske flåde;

De militære garnisoner i hele imperiet var en stor indflydelse i processen med kulturel udveksling og assimilation kendt som "romanisering", især med hensyn til politik, økonomi og religion. Kendskab til det romerske militær kommer fra en lang række kilder, såsom græske og romerske litterære tekster, mønter med militære temaer, papyrus som bevarede militære dokumenter, monumenter såsom Trajans søjle og triumfbuer, som indeholder kunstneriske skildringer af både kæmpende mænd og militære maskiner, arkæologi af militære begravelser, kampsteder og lejre og inskriptioner, herunder militære diplomer og epitafier.
Igennem sine militære reformer, der omfattede konsolideringen eller opløsningen af enheder af tvivlsom loyalitet, ændrede Augustus og regulerede hver eneste detalje efter hans personlige ønske. En legion blev organiseret i ti kohorter, der hver omfattede seks centurier, som hver igen bestod af mindre delinger (romersk latin: contubernia); den nøjagtige størrelse af den kejserlige legion, som sandsygligvis var mest begrænset i størrelse af logistik, er blevet anslået til at variere fra 4.800 til 5.280.
I år 9 e.Kr. udslettede germanske stammer tre hele legioner i varusslaget. Denne katastrofale begivenhed reducerede antallet af legioner til 25. Det samlede antal legioner ville senere øges igen, og de næste 300 år var den altid lidt over eller under 30. Hæren havde omkring 300.000 soldater i det 1. århundrede, og lige under 400.000 i 2. århundrede, hvilket var væsentligt mindre end det samlede antal væbnede styrker i de områder, de erobrede. Ikke mere end 2 procent af voksne mænd, der boede i imperiet, tjente i den kejserlige hær.
Augustus skabte også prætorianergarden, som bestod af 9 korps, angiveligt for at opretholde den offentlige ro, som blev garnisonioneret i Italien. Bedre betalt end legionærer tjente prætorianerne også kun seksten år i militær tjeneste.
Hjælpenheder (romersk latin: Auxilia) blev rekrutteret blandt folk som ikke var statsborgere. Organiseret i mindre enheder af nogenlunde kohorte styrke, blev de betalt mindre end legionærer, og efter 25 års tjeneste blev belønnet med romersk borgerskab, som også inkluderede deres sønner. Ifølge Tacitus var der nogenlunde lige så mange hjælpeenheder, som der var legionærer. Hjælpeenhederne udgjorde således omkring 125.000 mænd, hvilket indebar ca. 250 ekstra regimenter. Det romerske kavaleri var i begyndelsen primært fra keltiske og germanske områder eller romersk Spanien. Flere aspekter af uddannelse og udstyr, såsom de fire-hornede sadler, stammer fra kelterne.
Den romerske flåde (latin: Classis) hjalp ikke kun i forsyningen og transporten af legioner, men også med beskyttelsen af grænserne langs floderne Rhinen og Donau. En anden af dens opgaver var at beskytte de afgørende handelsruter mod truslen fra pirater. De patruljerede hele Middelhavet, dele af kysterne ved nordatlanten, og Sortehavet. Ikke desto mindre blev hæren betragtet som den øverste og mest prestigefyldte gren.
En af de vigtigste logistiske bekymringer for det romerske militær var forsyninger. Hvede og byg var de primære fødekilder. Kød, olivenolie, vin og eddike blev også leveret i mindre omfang. En hær på 40.000, herunder soldater og andet, såsom slaver, ville have omkring 4.000 heste og 3.500 pakdyr. En hær af denne størrelse ville forbruge omkring 60 tons korn og 240 amforaer vin og olivenolie hver dag. Hver mand fik en ration på omkring 830 gram af hvede per dag i form af uformalet korn, hvor håndmøller blev anvendt til at male det om til mindre letfordærveligt mel. Forsyningen af alle disse fødevarer afhang af tilgængelighed, og var svært at garantere i tider med krig eller andre ugunstige forhold. Militæret tiltrak marketender som solgte forskellige varer, herunder levnedsmidler, hvorved soldaten kunne supplere sin kost. Under krige for republikken havde hæren normalt en kombination af at leve af jorden og organiserede forsyningslinier (frumentatio) for at sikre forsyningen af hæren. Under imperiet betalte de enkelte provinser ofte for permanente garnisoners forsyninger.

## Arkitektur og ingeniørarbejde
De vigtigste romerske bidrag til arkitekturen var buen, hvælvingen og kuplen. Selv efter mere end 2.000 år står nogle romerske strukturer stadig, på grund af romernes metoder til fremstilling af cement og beton. Romerske veje er betragtet som de mest avancerede veje bygget indtil begyndelsen af det 19. århundrede. Systemet med vejnet lettede militærets mobilitet, kommunikation og handel. Vejene var bygget til kunne holde til oversvømmelser og andre miljøfarer. Selv efter sammenbruddet af den centrale regering, forblev nogle veje brugbare i mere end tusind år.
Romerske broer var blandt de første store og varige broer, bygget af sten med bue som den grundlæggende struktur. Den største romerske bro var Trajans bro over Donau, bygget af Apollodorus af Damaskus, som i over et årtusind forblev den længste bro bygget både i forhold til den samlede spændvidde og længde.

Romerne byggede mange dæmninger og reservoirer til opsamling af vand, såsom Subiacos Dæmninger, hvoraf to var forbundet med Anio Novus, en af de største akvædukter i Rom. Romerne byggede 72 dæmninger på den Iberiske Halvø, og mange flere er kendt over hele imperiet, hvoraf nogle stadig er i brug. Adskillige dæmninger kendes fra Romersk Storbritannien, herunder et velbevaret eksempel fra Longovicium (det nuværende Lanchester).
Romerne byggede mange akvædukter. Overlevende dokumenter fra Frontinus, som tjente som curator aquarum (vandkommissær) under Nerva, afspejlede den administrative betydning det var at sikre vandforsyningen. Murværkskanaler førte vand fra fjerntliggende kilder og reservoirer langs en præcis gradient (hældning hvor vand ligepræcis løber nedad), ved hjælp af tyngdekraften alene. Efter vandet passerede igennem akvædukten blev det opsamlet i tanke og fordelt igennem rør til offentlige springvand, bade, toiletter og industriområder. De vigtigste vandledninger i byen Rom var Aqua Claudia og Aqua Marcia. Det komplekse system bygget til, at levere vand til Konstantinopel havde sin mest fjerne forsyning trukket fra over 120 km væk langs en bugtet vej på mere end 336 km. Romerske akvædukter blev bygget til bemærkelsesværdigt høj teknologisk standard, der ikke var til at blive overgået indtil moderne tid. Romerne gjorde også brug af akvædukter i deres omfattende minedrift i hele imperiet, på steder såsom Las Medulas og Dolaucothi i det sydlige Wales.
Termoglas (eller "dobbeltruder") blev anvendt i konstruktionen af offentlige bade. Eliteboliger i køligere klimaer kan have haft hypokauster, som en form for centralvarme placeret under gulvet. Romerne var også den første kultur til at samle alle de væsentlige komponenter til at kunne bygge en dampmaskine, da Heron byggede aeolipilen.